# صدف‌داران
صدف‌داران (به لاتین: Conchifera)، زیرشاخه‌ای از شاخه نرم‌تنان است و دربرگیرندهٔ همهٔ رده‌های نرم‌تنان صدف‌دار، از جمله حلزون، صدف، پوسته عاج، آمونیت، تک‌لاکه‌ایان و دیگر است. گروه دیگر بی‌صدفان (Aculifera) است. صدف‌داران غیر تک‌لاکه‌ای در تک‌لاکه‌ایان که زمانی گسترده بود، پدید آمدند، که تنها نسل آن به شکل نیای خود کاسه‌ای‌سانان را حفظ کرده بود.
این اصطلاح رده‌بندی بیشتر توسط دیرین‌شناسان استفاده می‌شود و نه توسط دانشمندانی که روی نرم‌تنان زنده مطالعه می‌کنند.

## رده‌ها
رده‌هایی که در صدف‌داران (Conchifera) جای می‌گیرند، عبارتند از:
- تک‌لاکه‌ایان
- دوکفه‌ایان
- شکم‌پایان
- ناوپایان
- سرپایان
- Archinacelloidea †
- منقارصدفان †
- Helcionelloida †